# José Sánchez-Guerra
José Sánchez-Guerra y Martínez (Córdoba, 28 de junio de 1859-Madrid, 26 de enero de 1935) fue un abogado, periodista y político español, varias veces ministro y presidente del Consejo de Ministros durante el reinado de Alfonso XIII.
Miembro en sus primeros tiempos del Partido Liberal, con posterioridad se pasó a las filas del Partido Conservador, donde sería una figura destacada. Ejerció como ministro de Gobernación, de Fomento y de la Guerra, y también como presidente del Consejo de Ministros. Diputado a Cortes, llegaría a asumir presidencia del Congreso de los Diputados.

## Biografía

### Orígenes y primeros años
Nació en la ciudad de Córdoba el 28 de junio de 1859, hijo del notario José Sánchez Guerra y de Emilia Martínez. Bautizado como «José Sánchez Martínez», durante su juventud adoptaría el apellido de su padre.
Realizó estudios de derecho en la Universidad de Sevilla, si bien en 1879 se trasladaría a Madrid y convalidaría su expediente en la Universidad Central; allí continuaría sus estudios. Poco después de su llegada a la capital, ese mismo año entraría a trabajar en la redacción del diario La lberia, órgano del Partido Constitucional —luego renombrado como «Partido Liberal»—.

### Político de la Restauración
En 1881 ocuparía su primer puesto político cuando Práxedes Mateo Sagasta formó gobierno y le nombró jefe del negociado de Prensa de la presidencia del Consejo de Ministros. De cara a las elecciones de 1886 se postuló como candidato a Cortes por el distrito electoral de Cabra, consiguiendo obtener acta de diputado tras superar numerosas dificultades. Lograría revalidar su escaño sucesivamente durante los comicios de 1891, 1893, 1896, 1898, 1899 y 1901, como candidato liberal.
Alejado de la jefatura del Partido Liberal —y más concretamente, de Sagasta y de Moret—, Sánchez-Guerra se acabaría integrando en el Partido Conservador. Mantuvo durante estos años una estrecha relación con el político mallorquín Antonio Maura, antiguo liberal que también se había pasado a las filas conservadoras.
Sánchez-Guerra seguiría concurriendo a los comicios, ahora como candidato conservador, revalidando su acta de diputado por Cabra en todas las elecciones celebradas hasta 1923 —excepto en las elecciones de 1918, que lo hizo por el distrito de Córdoba capital—. Con la formación de un gabinete presidido por Francisco Silvela, en diciembre de 1902, Sánchez Guerra fue nombrado gobernador civil de la provincia de Madrid. Fue ministro de la Gobernación entre el 5 de diciembre de 1903 y el 5 de diciembre de 1904 en un gobierno Maura. Asimismo fue gobernador del Banco de España entre julio y diciembre de 1903 y entre enero de 1907 y septiembre de 1908.
A pesar de haber sido gran amigo de Maura, tras la fractura del Partido Conservador en 1913 se mantuvo junto a la Corona y la facción idónea del partido, desatando la ira de los mauristas disidentes, que le tildaron de traidor, y poniendo fin a su amistad con el político mallorquín. Asumiría la cartera de Fomento entre el 14 de septiembre de 1908 y el 21 de octubre de 1909, bajo la presidencia de Antonio Maura. En esta época sacó adelante el proyecto para la construcción del embalse del Guadalmellato en su tierra natal. Volvería a ejercer la cartera de Gobernación, nuevamente en un gobierno presidido por Dato entre el 27 de octubre de 1913 y el 9 de diciembre de 1915, y entre el 11 de junio y el 3 de noviembre de 1917. Ejerció la responsabilidad de la presidencia del Congreso desde julio de 1919 hasta marzo de 1922, en concreto, en las legislaturas de 1919-1920, 1920-1921 y 1921-1922.
Antes de su última etapa ministerial, entre el 8 de marzo y el 7 de diciembre de 1922, fue presidente de unos de los gabinetes conservadores que se sucedieron tras el asesinato de Eduardo Dato. Siendo presidente del Consejo de Ministros también se hizo cargo de forma interina de la cartera de la Guerra a partir del 15 de julio.
En este gabinete se agrupaban mauristas, conservadores y un miembro de la catalanista Liga Regionalista. Durante su gobierno, que en un viaje a la moderación en cuanto a la política de orden público restableció las garantías constitucionales puestas en suspenso por el conde de Romanones, trató de acabar con el pistolerismo patronal en Barcelona mediante la destitución de Severiano Martínez Anido, el gobernador, y Miguel Arlegui, jefe de la policía de Barcelona. En noviembre de 1922 abolió mediante real decreto las Juntas de Defensa. La discusión parlamentaria del expediente Picasso acabó precipitando la caída del gobierno Sánchez Guerra en diciembre.
En 1923 ingresó en la Real Academia de Ciencias Morales y Políticas con la lectura del discurso La crisis del régimen parlamentario en España: la opinión y los partidos.

### Dictadura de Primo de Rivera y caída de la monarquía

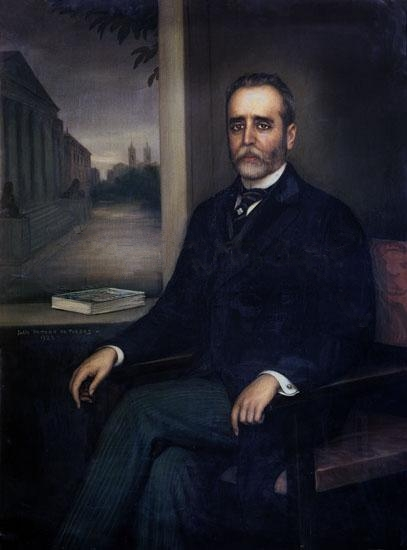
José Sánchez-Guerra (1923), retratado por Julio Romero de Torres.

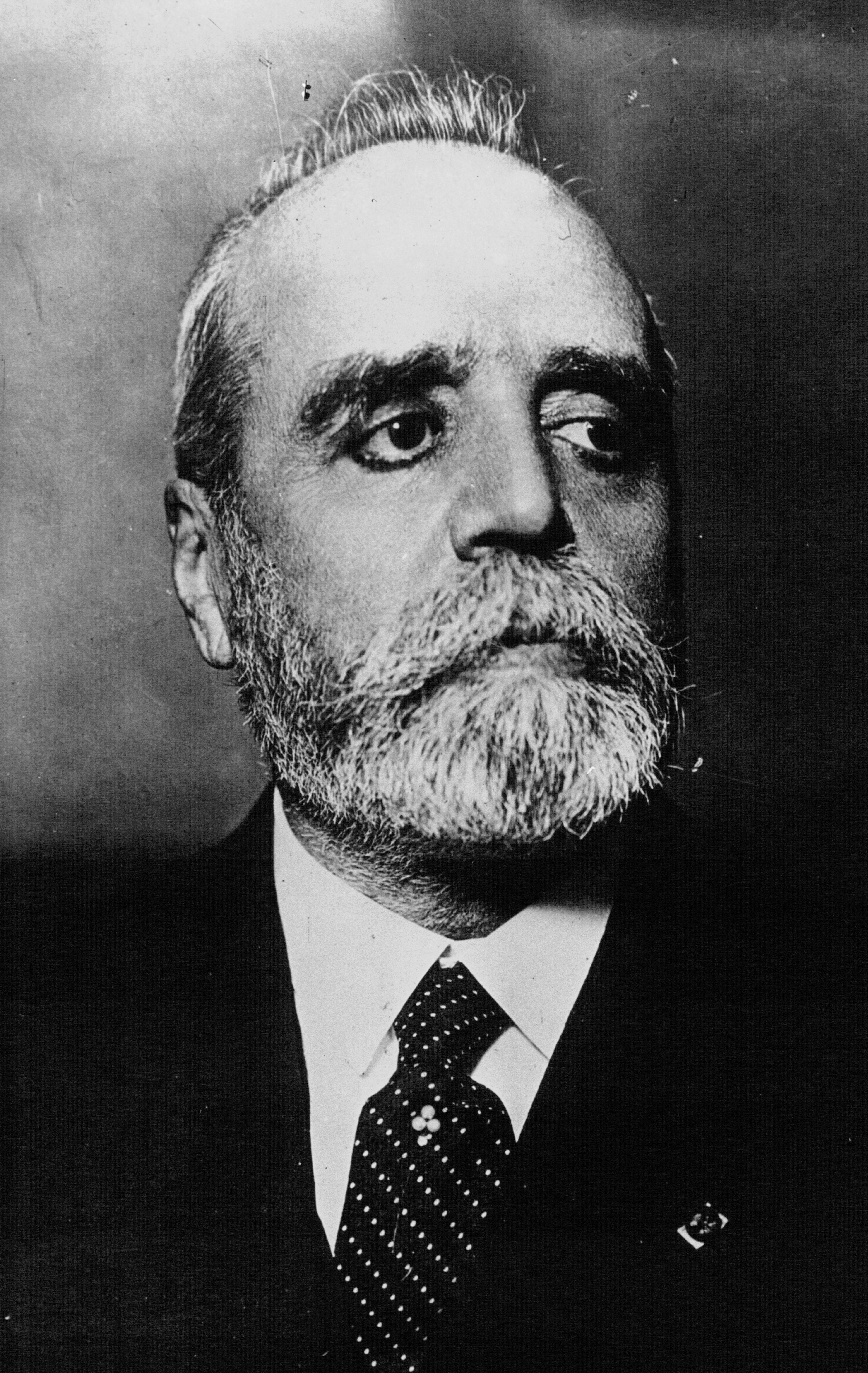
José Sánchez-Guerra en 1932.

Con la instauración de la dictadura de Primo de Rivera, Sánchez-Guerra pasó a la oposición. Acabó tomando el camino del exilio voluntario en Francia en septiembre de 1927, donde, desde París, se erigió como cabecilla del plan de golpe de Estado contra la dictadura. Regresó a Valencia el 29 de enero de 1929 para llevar a cabo la intentona, habiendo elegido como militar idóneo para liderarla al general Alberto Castro Girona, el capitán general de la III Región Militar. La iniciativa se tornó en fallida cuando el propio Castro Girona se negó a recibir a Sánchez-Guerra. Sánchez-Guerra fue encarcelado en un barco-prisión en Valencia. El juicio contra Sánchez-Guerra, iniciado el 25 de octubre y presidido por el general Federico Berenguer, absolvió al político.
Vocal defensor del constitucionalismo, acaudilló al sector conservador contrario a las huestes primorriveristas, apostando por la convocatoria de Cortes Constituyentes. Ya dimitido el dictador en enero de 1930, en una arenga que tuvo lugar en el teatro de la Zarzuela el 27 de febrero, Sánchez-Guerra se describió como monárquico, pero antialfonsino. A pesar de su postura crítica hacia Alfonso XIII, tras la caída del gobierno de Dámaso Berenguer (febrero de 1931) el monarca mantendría una entrevista con Sánchez-Guerra. El 15 de febrero, Alfonso XIII le encargó la formación de un gabinete «a su libre juicio». Sánchez-Guerra se entrevistaría con los miembros del Comité Republicano detenidos en la Cárcel Modelo, quienes declinaron la oferta.

### Segunda República
Salió elegido diputado de las Cortes republicanas por la circunscripción electoral de Madrid (capital) dentro del grupo de "apoyo a la República" en las elecciones Constituyentes de junio de 1931. Sin embargo, debido a su delicado estado de salud, a finales de 1932 abandonó la escena política.
Falleció el 26 de enero de 1935, a los setenta y cinco años de edad.

## Vida privada
Casado con Luisa Sainz, fue padre de Luisa, José, Luis, Emilia, María, Rafael, presidente del Real Madrid y Constancita.
En su faceta periodística dirigió publicaciones como La lberia (1885), Revista de España (1888) y El Español (1898).